# María Elena Ríos
María Elena Ríos Ortiz (* 1992 in Santo Domingo Tonalá, Oaxaca) ist eine mexikanische Saxofonistin, Aktivistin gegen frauenfeindliche Gewalt und Überlebende eines Säureattentats.

## Musikalische Laufbahn
Im Alter von neun Jahren begann María Elena Ríos zu musizieren. Später studierte sie in Puebla an der dortigen Hochschule für Musik. Nach ihrer Rückkehr in die Heimat hatte sie Soloauftritte mit bekannten Boleros von Pedro Infante und dem Trio Los Panchos sowie bei den Noches de saxofón in Oaxaca de Juárez. Ferner schloss sie sich dem Ensemble Sandevi an.
Durch einen Säureangriff wurde sie 2019 schwer verletzt und verbrachte mehrere Monate im Krankenhaus.
2022 kehrte sie anlässlich eines gemeinsamen Auftritts mit der Gruppe Maldita Vecindad auf die Bühne zurück. Im selben  Jahr begleitete sie Lila Dawns bei einem Auftritt im Rahmen der Guelaguetza in Oaxaca de Juárez.

## Das Attentat
Am 9. September 2019 wurde María Elena Ríos gemeinsam mit ihrer Mutter auf der Straße in Huajuapan de León mit Schwefelsäure übergossen. Sie erlitt Verätzungen an 90 % ihrer Haut. Sie verlor ein Auge, und die Hälfte ihres Gesichts blieb gelähmt. Auch ihre Mutter wurde verletzt. Nach dem Attentat wurde sie in das Centro Nacional de Investigación y Atención al Paciente Quemado in Mexiko-Stadt aufgenommen. Erst im Januar 2021 konnte sie von dort entlassen werden.
Einer der Täter war Juan Antonio Vera Hernández, Sohn von Juan Antonio Vera Carrizal, einem ehemaligen Parlaments-Abgeordneten des Partido Revolucionario Institucional,. Zu Juan Antonio Vera Carrizal hatte María Elena Ríos zuvor eine Beziehung, die laut ihr und ihren Angehörigen von Gewalt geprägt war und die sie beendet hatte. Aufgrund dieser Beziehung und der Mittäterschaft seines Sohnes steht er unter Verdacht, den Mordanschlag veranlasst zu haben. Er wurde im April 2020 in Haft genommen.
Im Januar 2023 bestimmte der Richter Teódulo Pacheco, dass der Beschuldigte aus gesundheitlichen Gründen aus dem Gefängnis in den Hausarrest zu entlassen sei. Zudem wurde ihm zugestanden, dass das elektronische Armband, mit dem seine Bewegungen kontrolliert werden sollten, nicht von der Staatsanwaltschaft, sondern durch dessen Familie von einem privaten Sicherheitsdienst gestellt würde. María Elena Ríos befürchtete, dass diese relative Freiheit dem Beschuldigten erlauben würde, weitere Angriffe gegen sie zu organisieren. Frauen aus der Zivilgesellschaft und Mitglieder verschiedener Initiativen riefen zur Unterstützung von María Elena Ríos auf. Der Gouverneur von Oaxaca, Salomón Jara, sagte in einem Video auf Twitter, dass das Urteil des Richters Teódulo Pacheco nicht die Geschlechterperspektive und die Recht des Opfers berücksichtige, und dass es eine gefährliche Botschaft in einem Staat sei, der historisch mit einem großen Ausmaß von Gewalt gegen Frauen belastet sei. Bei einer Pressekonferenz am 24. Januar forderte María Elena Ríos eine Untersuchung gegen den Richter Teódulo Pacheco und den Rücktritt des Präsidenten des Obersten Gerichtshofs von Oaxaca. Am 25. Januar bestimmte eine mexikanische Bundesrichterin, dass Juan Antonio Vera Carrizal weiter in Gefängnishaft bleiben müsse.
Der Sohn des Angeklagten, Juan Antonio Vera Hernández, befindet sich seit dem Anschlag auf der Flucht (Stand Januar 2023). Auf seine Ergreifung hat die Staatsanwaltschaft von Oaxaca eine Belohnung von einer Million Pesos, rund 50.000 US$, ausgesetzt.